# Маркус Гайккінен
Маркус Гайккінен (фін. Markus Heikkinen, нар. 13 жовтня 1978, Катринехольм) — фінський футболіст, півзахисник клубу «ГІК» та, в минулому, національної збірної Фінляндії.

## Клубна кар'єра
У дорослому футболі дебютував 1996 року виступами за команду клубу «Оулун Паллосеура», в якій провів один сезон, взявши участь у 24 матчах чемпіонату. 
Згодом з 1997 по 2001 рік грав у складі команд клубів «ТПС» та «МюПа».
Своєю грою за останню команду привернув увагу представників тренерського штабу клубу «ГІК», до складу якого приєднався 2001 року. Відіграв за команду з Гельсінкі наступні два сезони своєї ігрової кар'єри. Більшість часу, проведеного у складі «ГІКа», був основним гравцем команди.
Протягом 2003 року захищав кольори команди клубу «Портсмут».
У тому ж році уклав контракт з клубом «Абердин», у складі якого провів наступні два роки своєї кар'єри гравця. Граючи у складі «Абердина» також здебільшого виходив на поле в основному складі команди.
Протягом 2005—2007 років захищав кольори команди клубу «Лутон Таун».
До складу клубу віденського «Рапіда» приєднався 2007 року. Протягом наступних шости років відіграв за віденську команду 173 матчі в національному чемпіонаті.
2013 року повернувся на батьківщину, ставши гравцем «Старта» (Крістіансанн), а на початку 2014 року досвідчений гравуць уклав контракт з «ГІКом».

## Виступи за збірну
У 2002 році дебютував в офіційних матчах у складі національної збірної Фінляндії. Провів у формі головної команди країни 61 матч, завершивши виступи за неї 2011 року.

## Титули і досягнення
- Володар Кубка Фінляндії (1):

ГІК: 2000
- Чемпіон Фінляндії (1):

ГІК: 2002
- Чемпіон Австрії (1):

Рапід: 2007-08